# Кон, Харухико
Харухико Кон (яп. 今 治彦; 17 августа 1910, Токио — неизвестно) — японский хоккеист на траве, нападающий. Серебряный призёр летних Олимпийских игр 1932 года.

## Биография
Харухико Кон родился 17 августа 1910 года в японском городе Токио.
Учился в университете Васэда в Токио, играл в хоккей на траве за его команду.
В 1932 году вошёл в состав сборной Японии по хоккею на траве на летних Олимпийских играх в Лос-Анджелесе и завоевал серебряную медаль. Играл на позиции нападающего, провёл 2 матча, мячей не забивал.
О дальнейшей жизни данных нет.